# ۵ ارابه‌ران
۵ ارابه‌ران یک ستاره است که در صورت فلکی ارابه‌ران قرار دارد.